# Nurse Jackie
Nurse Jackie es una serie dramática de humor negro estrenada en el año 2009 en Showtime.
La protagonista de la serie es la multipremiada actriz Edie Falco interpretando a Jackie Peyton, una enfermera de un hospital de la ciudad de Nueva York. Para Jackie, "todo el día es un entero acto de malabarismo con pacientes, doctores, otras enfermeras y sus propias indiscreciones". Showtime describe esta serie como "malintencionada, desgarradora y graciosa".

## Producción
Nurse Jackie fue creada por Liz Brixius, Linda Wallem y Evan Dunsky, con Brixius y Wallem trabajando como productores ejecutivos junto a Caryn Mandabach y John Melfi. Showtime inicialmente encargó 12 capítulos. Antes de que la serie fuese estrenada, Brixius declaró al New York Daily News que "las historias de los chicos tienden a ser sobre conquistas: conseguir trabajo, ganar las Olimpiadas, lo que sea. Las historias de chicas no son inmediatamente culminantes así que necesitan ser desarrolladas durante un curso aproximado de tres meses (...) Y todas las series médicas que existen tratan sobre médicos. Los médicos son absolutamente incapaces de hacer lo que tienen que hacer sin las enfermeras. Queremos contar esas historias".
El 8 de junio de 2009 el estreno de la serie fue el más exitoso en la historia de Showtime, con un millón de televidentes el día de su estreno y con más de 350.000 en su repetición. Showtime escogió inmediatamente la serie para una segunda temporada.

## Reparto
El personaje de Jackie que interpreta Falco es descrito por Showtime como una "tenaz, iconoclasta enfermera de Nueva York lidiando con un frenético ambiente de un hospital urbano y con una vida personal igual de desafiante", apuntando que el personaje tiene "una ocasional debilidad por el Vicodin (un opiáceo analgésico) y el Adderall para sobrellevar el día a día". Otros de los personajes principales son la mejor amiga de Jackie, la doctora inglesa Eleanor O'Hara (Eve Best); Zoey (Merritt Wever), una alegre estudiante de enfermería que es "el contraste perfecto para la astuta Jackie"; el doctor Cooper (Peter Facinelli), "un simpático 'niño bonito' cuya calma fachada esconde un temperamento nervioso"; el amante de Jackie, Eddie (Paul Schulze), un farmacéutico; y su amigo y compañero de trabajo gay, el enfermero Mo-Mo (Haaz Sleiman).
Otros personajes recurrentes también rondan el reparto, como la Sra. Gloria Akalitus (Anna Deavere Smith), la rígida jefa de Jackie, y Kevin (Dominic Fumasa), el esposo de Jackie, sus hijas Grace (Ruby Jerins) y Fiona (Daisy Tahan primera temporada — Mackenzie Aladjem segunda temporada), y Thor (Stephen Wallem), el bondadoso confidente de Jackie.

### Papeles principales
| Actor              | Papel                   | Temporadas       |
| ------------------ | ----------------------- | ---------------- |
| Edie Falco         | Jackie Peyton, R.N.     | Temporadas 1 - 7 |
| Eve Best           | Dr. Eleanor O'Hara      | Temporadas 1 - 5 |
| Merritt Wever      | Zoey Barkow             | Temporadas 1 - 7 |
| Paul Schulze       | Eddie Walzer            | Temporadas 1 - 7 |
| Peter Facinelli    | Dr. Fitch "Coop" Cooper | Temporadas 1 - 7 |
| Dominic Fumusa     | Kevin Peyton            | Temporadas 1 - 7 |
| Anna Deavere Smith | Mrs. Gloria Akalitus    | Temporadas 1 - 7 |
| Stephen Wallem     | Thor Lundgren           | Temporadas 1 - 7 |
| Ruby Jerins        | Grace Peyton            | Temporadas 1 - 7 |
| Mackenzie Aladjem  | Fiona Peyton            | Temporada 1- 7   |
| Betty Gilpin       | Dr. Carrie Roman        | Temporada 5- 7   |
| Morris Chestnut    | Dr. Prentiss            | Temporada 5- 6   |

## Respuesta

### Crítica
El estreno de Nurse Jackie fue acompañado en general con positivas reseñas por parte de críticos. Entertainment Weekly le dio al primer capítulo un B+, resaltando que "Edie Falco le da una fortaleza genial a Nurse Jackie". The Albuquerque Examiner también le dio un B+ de puntaje, indicando que si bien no es una santa "...Jackie hace intentos. A pesar de su adicción a las drogas debido a su dolor lumbar crónico y su aventura con el farmacéutico, Jackie se preocupa por sus pacientes". La recepción no fue totalmente positiva, Brent Bozell criticó el show por sus "giros Hollywood y su desfile de estilos" protagonizados por una mujer que es una "indecente degenerada" haciendo el papel de Dios ("cualquier cosa parecida al camino moral correcto arruinaría completamente todo el 'humor negro' con el que se está divirtiendo Showtime"). Variety comentó que "la serie se siente cada vez más a mucho estilo y limitado contenido".

### Controversia
Tras su estreno, la asociación de enfermeras del Estado de Nueva York despreció el comportamiento poco ético del personaje que le da nombre a la serie y la perjudicial imagen de las enfermeras que podría tener en el público, indicando que "en el primer capítulo, la enfermera Jackie es presentada como una abusadora de drogas que intercambia sexo por drogas bajo receta con un médico (...) No tiene reparo en violar repetidamente el código ético de las enfermeras. Aunque Showtime la describe como una enfermera competente, uno podría discutir que ninguna enfermera competente se comportaría de esta manera".

### Género
En su discurso de agradecimiento por el Emmy a la mejor actriz en una serie de comedia, Falco exclamó: "¡No soy graciosa!". Más tarde, mientras hablaba con la prensa, se extendió sobre ese dicho y comentó que sentía que su actuación era dramática. Desde ese momento se han escrito varios artículos sobre esta cuestión, incluso algunos escritores pidieron una revisión al proceso de categorización de los Emmy y también una categoría de "comedia dramática" para los premios.